# 異常液体
異常液体（いじょうえきたい）とは、典型的な液体の諸法則のいずれかがなりたたない液体を指す。以下にその例を示す。
- 温度が上昇すると表面張力が増大するもの[2]。
  - 例: 塩化亜鉛[2]
- 蒸発熱と沸点に関するトルートンの法則がなりたたないもの。
  - 例: 水、低分子アルコール、ヘリウム[3]
- 温度と蒸気圧の関係が典型的でないもの[4]。
- 固化すると体積が増えるもの。
  - 例: ビスマス、ガリウム、ゲルマニウム、プルトニウム、ケイ素、水
- 負の熱膨張を示す（温度が上昇すると体積が小さくなる）もの[5]。
  - 水（0 °C - 3.984 °Cの範囲）
- 表面張力に関するラムゼー・シールズの式[注釈 1]に従わないもの[6]。